# 米凯尔·V·克努森
米凯尔·V·克努森（丹麥語：Michael V. Knudsen，1978年9月4日—），丹麦前男子手球运动员。他曾代表丹麦国家队参加2012年夏季奥林匹克运动会男子手球比赛，结果获得第六名。